# Palissad

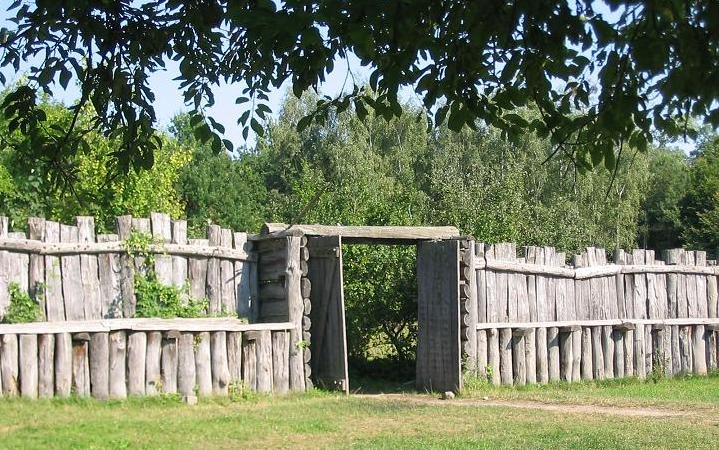
Rekonstruktion av en palissad i Museumsdorf Düppel, Berlin

En palissad, eller ett pålverk, är typiskt ett staket eller en vägg byggd av stolpar, oftast spetsade, eller trädstockar nedtryckta i marken för att utgöra en befästning eller inhägnad. Ordet palissad, som kommer från franska palissade, är känt i Sverige sedan 1644.
Som försvarsverk har palissaden fördelen framför en mur att den är relativt snabbyggd, varför den först och främst användes för tillfälliga läger. Palissaden kunde också användas som tillfälligt skydd och hjälpmedel vid byggandet av en mur genom att man byggde muren mot palissaden. Detta förstärkte palissaden så den blev mer resistent mot anfall. Palissaden har som försvarsverk använts sedan forntiden.
Många långhus från neolitikum i norra Europa hade väggar av palissader.

## Galleri

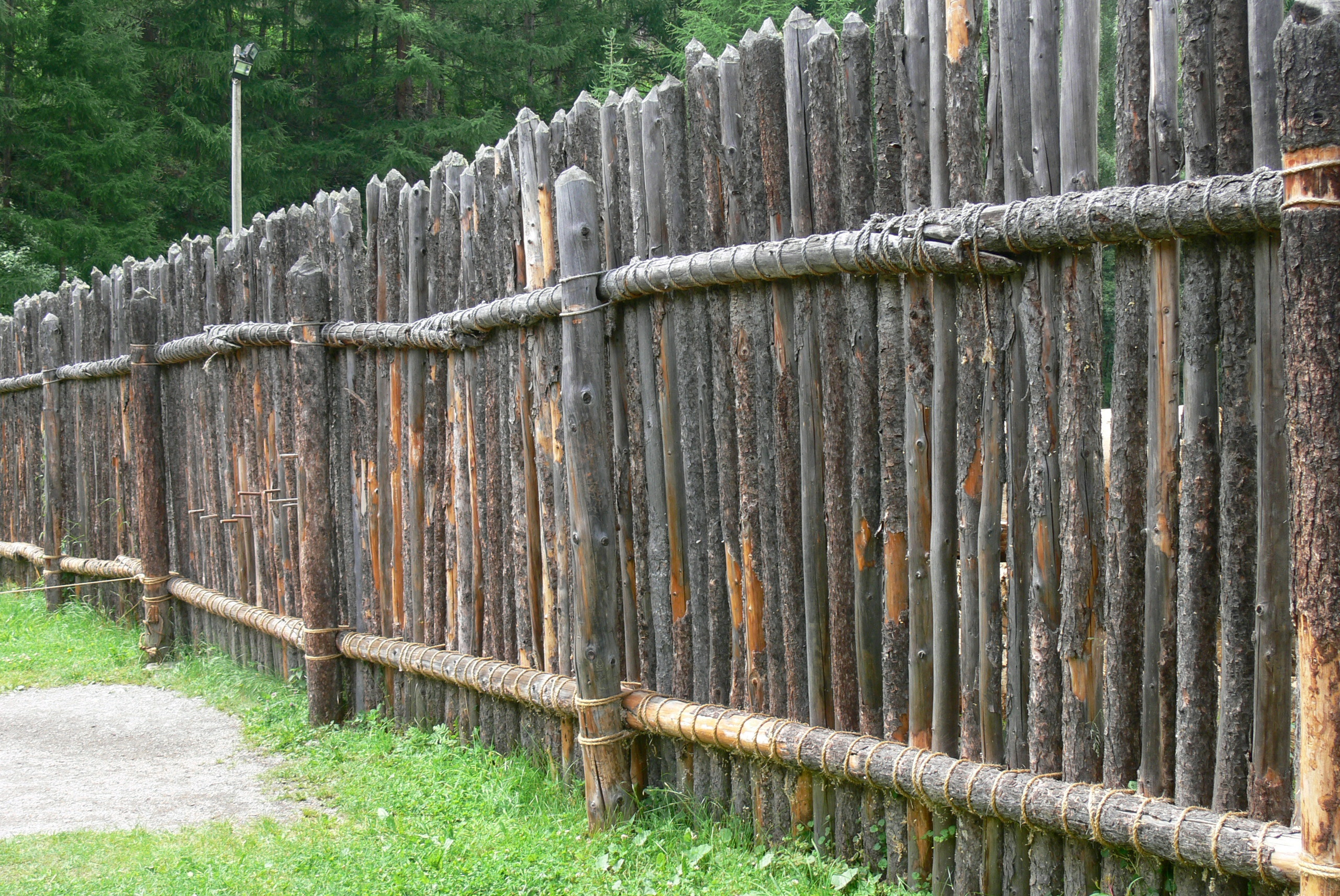
Archeoparc, Schnalstal, Italien. Rekonstruktion av stenålderspalissad.
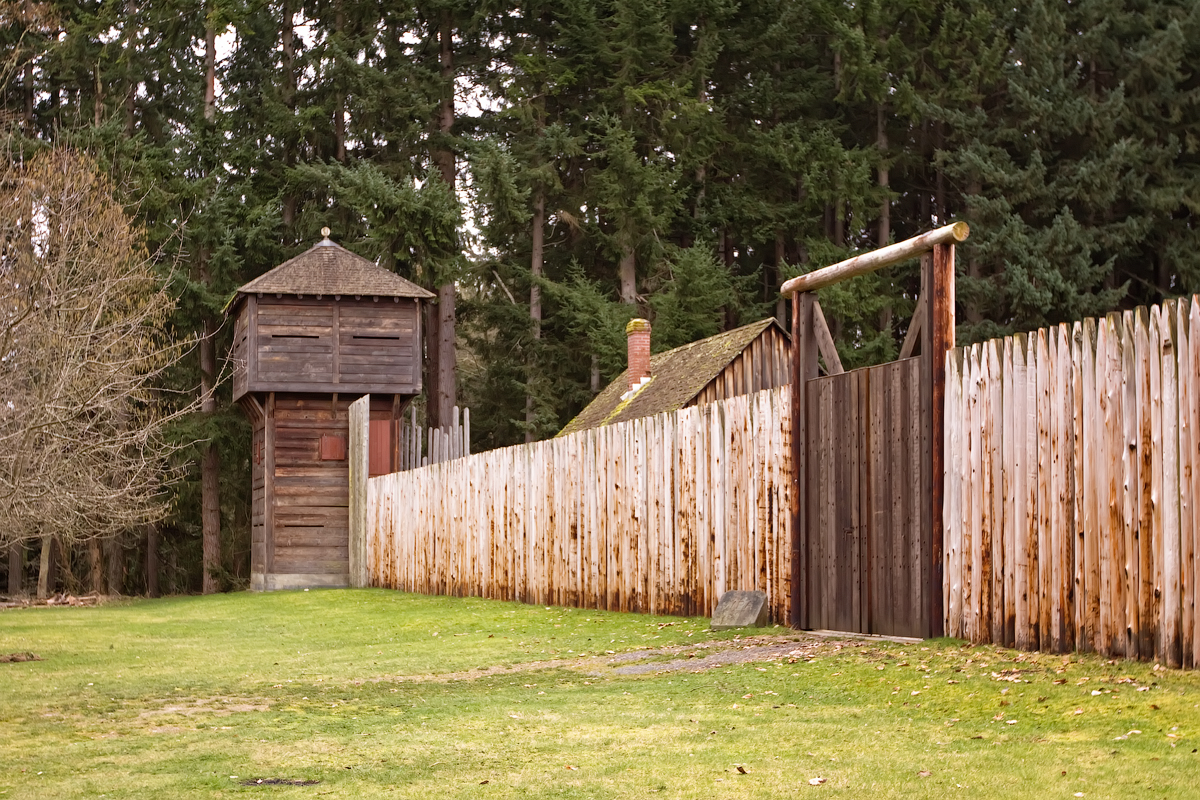
Fort Nisqually, "Living History Museum" i Tacoma, USA.
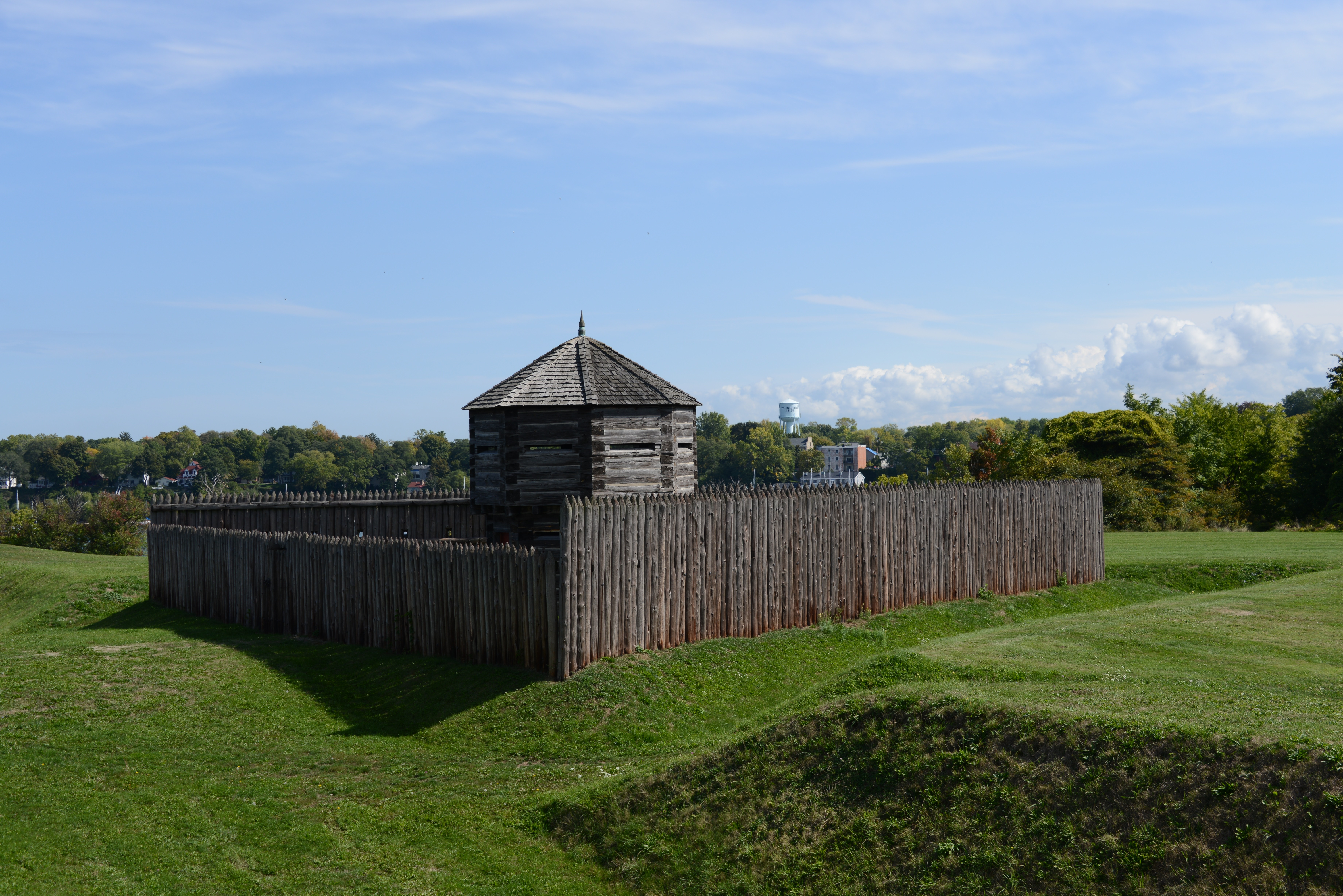
"Octagonal Blockhouse" i Fort George, Niagara, Kanada.
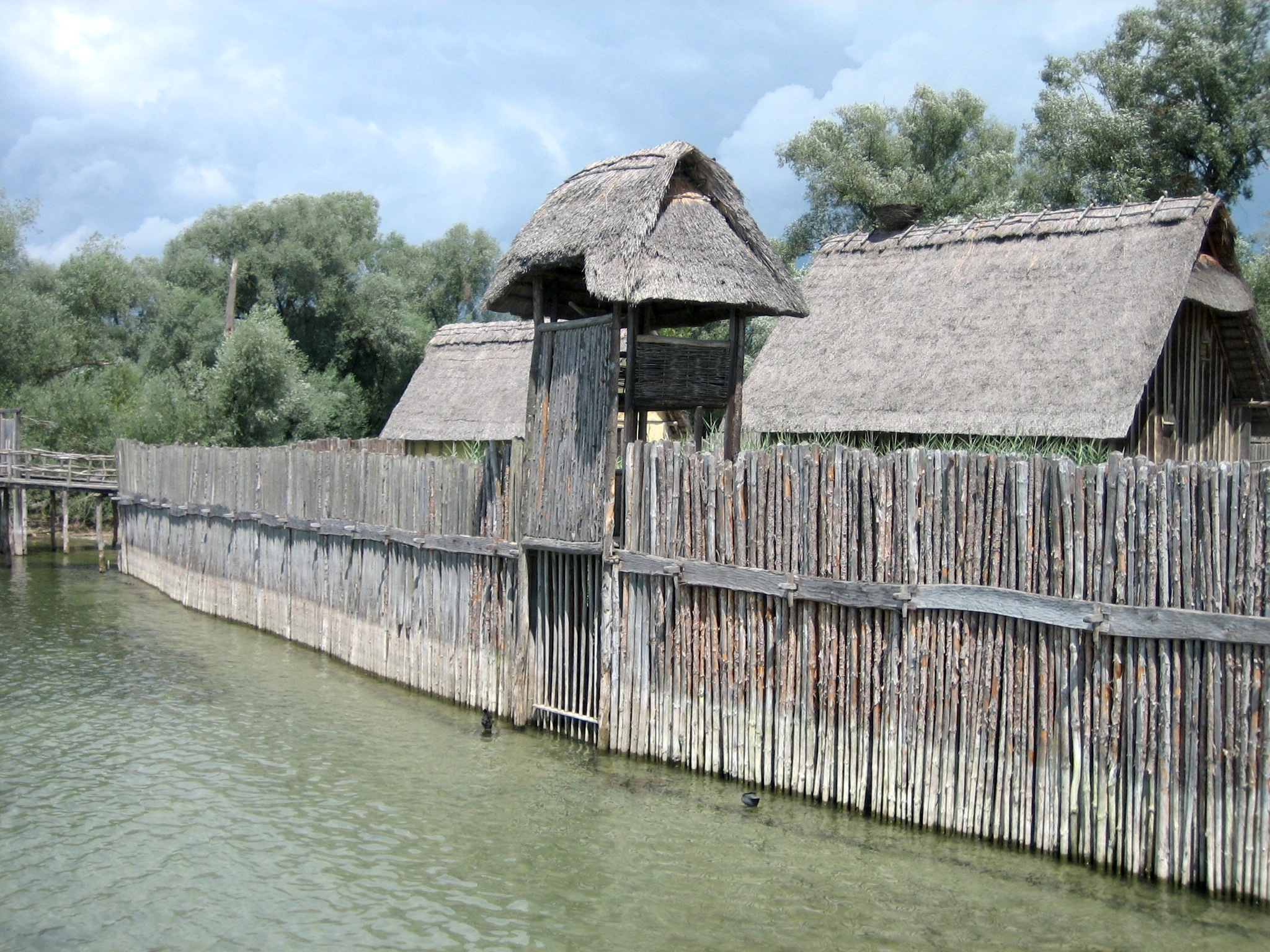
Rekonstruktion av forntidsby, Unteruhldingen, Tyskland.
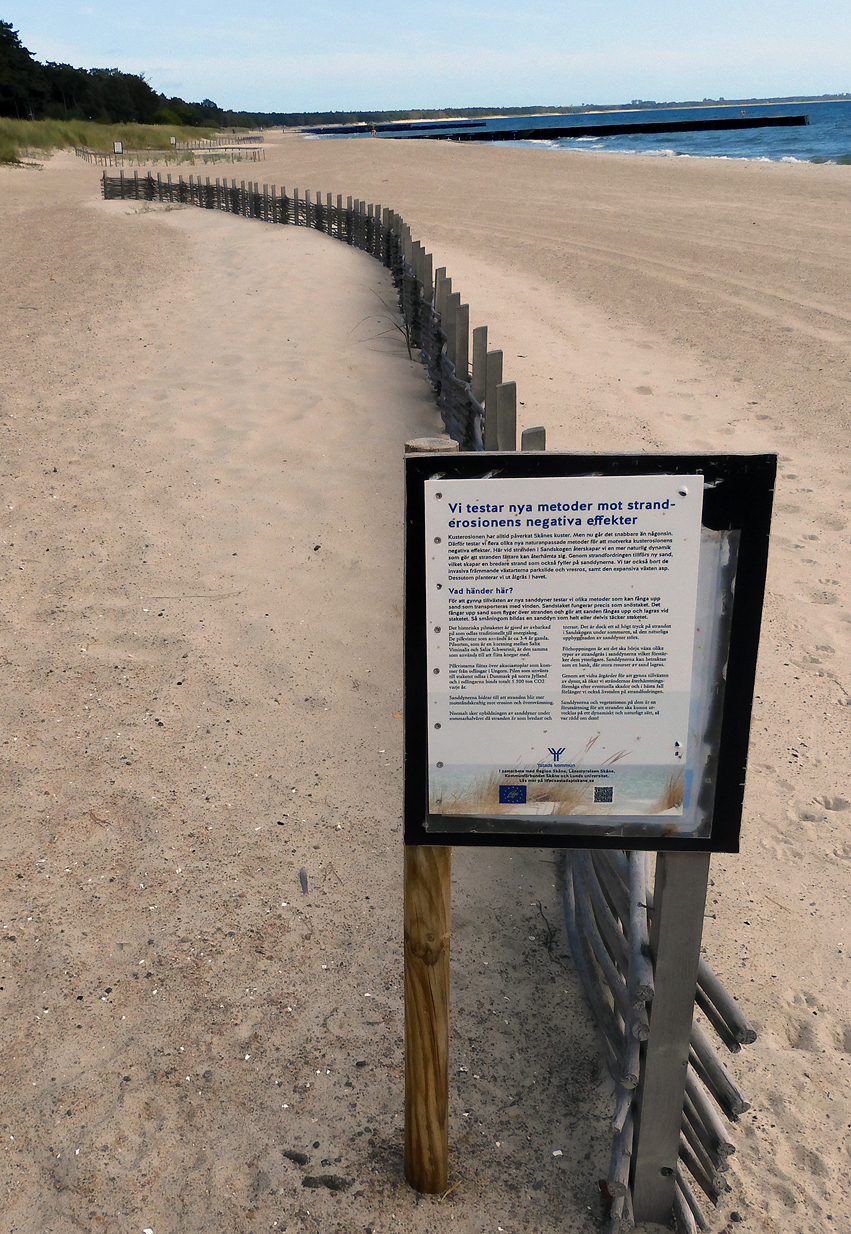
En palissad vid Ystad Saltsjöbad till skydd mot erosion.